# 刘西林
刘西林（1911年—2001年11月14日），曾用名刘锡麟，男，直隶深泽人，中华人民共和国政治人物，曾任四川省人大常委会副主任，中国民主促进会中央委员会常务委员，第五、六、七届全国政协委员。